# 帕蒂古丽
帕蒂古丽 （1965年8月11日—，全名帕提古丽·伊布拉欣·默罕默德），女，维吾尔族，生於新疆塔城地區沙湾县老沙湾镇大梁坡村，现居浙江省余姚市。帕蒂古丽19岁开始文学创作，被誉为新疆才女，丰富的个人经历，使她成为十分具有特色的汉语作家，现在是中国（大陆）作家协会会员。在《人民文学》 《民族文学》《大家》《天涯》等刊物上发表了作品近百万字，散文集《混血的村庄》 是她的成名作，代表作品长篇小说《百年血脉》获得“第三届向全国推荐百种优秀民族图书”、“北京市优秀图书奖”， “第六届中华优秀出版物奖提名奖”、“北京市优秀长篇小说奖”，并被翻译成英文出版，在海外发行。

## 生平
帕蒂古丽1965年8月11日出生于新疆沙湾县老沙湾镇大梁坡村，父亲为新疆喀什伽师的维吾尔族，母亲为甘肃天水张家川的回族。大梁坡村是一个多民族杂居的村庄，身为维吾尔族的帕蒂古丽在那里度过了童年时光。
- 1983年，考取了兰州商业学院财会专业（现为兰州财经大学）。
- 1985年大专毕业后，被分配到新疆塔城地区糖厂财务科，后调入该厂宣传科，编印该厂厂报。
- 1987年春，她获得塔城地区电视演讲赛一等奖，被借调到塔城地委《今日塔城》编辑部，担任该书执行编辑，此书收录的她撰写的报告文学《仅次于上帝的人》，获得首届开发建设文学奖一等奖。
- 1989年，她被正式调入塔城报社，担任教育、科技、文化、卫生线记者，在《塔城报》工作期间，她撰写了大量的文化报道，部分报道被新华社等转载。
- 1993年6月，帕蒂古丽离开塔城报社，到广东《南海报》、郑州《中原建设报》等报纸担任编辑、记者。
- 1996年5月，她来到浙江余姚市，并进入《余姚日报》工作[3]。

## 作品
散文集
- 《跟羊儿分享的秘密》[4]   出版社: 新疆人民出版社   出版年: 2012-3-1
- 《混血的村庄》[5]             出版社: 新疆人民出版社   出版年: 2013-1
- 《隐秘的故乡》[6]             出版社: 北京时代华文书局   出版年: 2013-12-1
- 《散失的母亲》[7]             出版社: 北京时代华文书局   出版年: 2014-6
- 《思念的重量》[8]             出版社: 新疆人民出版社  出版年: 2015-07
- 《水乳交融的村庄秘境》[9]出版社: 文化发展出版社   出版年: 2017-11
- 《模仿者的生活》[10]出版社:作家出版社   出版年: 2019-01

长篇小说
- 《百年血脉》[11]出版社: 北京时代华文书局   出版年: 2015-1
- 《柯卡之恋》[12]出版社: 北京时代华文书局   出版年: 2017-12-12

## 奖项
- 散文《思念的重量》，获得全国散文大赛一等奖。
- 散文《模仿者的生活》，获得2012年度《民族文学》奖、2012年度最佳华文散文奖、2012年度在场主义散文奖新锐奖。
- 散文《被语言争夺的舌头》，获得2014年度人民文学奖。
- 长篇小说《百年血脉》，获得“第三届向全国推荐百种优秀民族图书”、“北京市优秀图书奖”、“第六届中华优秀出版物奖提名奖”、“北京市优秀长篇小说奖”。
- 长篇小说《柯卡之恋》，获得北京市优秀长篇小说奖。